# پیترا ویمبرسکی
پیترا ویمبرسکی (زادهٔ ۹ نوامبر ۱۹۸۲ در شهر مونیخ) بازیکن پیشین فوتبال زنان است.وی در پست مهاجم بازی میکرده است.او پس از چهار سال بازی برای تیم اف. اف. سی فرانکفورت به باشگاه پیشین خود بایرن مونیخ بازگشت. او همچنین برای تیم ملی فوتبال زنان آلمان نیز بازی میکرد.
پیترا در سال ۲۰۱۲ از فوتبال خداحافظی کرد.

## افتخارات

### تیم ملی آلمان
- مسابقات فوتبال زنان اروپا: قهرمان سال ۲۰۰۵